# Dióxido de niobio
El dióxido de niobio es un compuesto químico de fórmula NbO2. Es un sólido no estequiométrico de color negro azulado con un rango de composición de NbO1,94-NbO2,09. Se puede preparar reduciendo Nb2O5 con H2 a 800-1350 °C.[1] Un método alternativo es la reacción de Nb2O5 con polvo de Nb a 1100 °C.

## Propiedades
La forma a temperatura ambiente del NbO2 tiene una estructura tetragonal similar a la del rutilo con distancias cortas Nb-Nb, lo que indica la existencia de enlaces Nb-Nb. La forma a alta temperatura también tiene una estructura similar a la del rutilo con distancias cortas Nb-Nb. Se han descrito dos fases a alta presión: una con una estructura similar a la del rutilo (de nuevo, con distancias cortas Nb-Nb); y otra a mayor presión con una estructura similar a la baddeleyita.
El NbO2 es insoluble en agua y es un potente agente reductor, que reduce el dióxido de carbono a carbono y el dióxido de azufre a azufre. En un proceso industrial para la producción de niobio metálico, el NbO2 se produce como producto intermedio, mediante la reducción de hidrógeno del Nb2O5. El NbO2 se hace reaccionar posteriormente con vapor de magnesio para producir niobio metálico.